# Bass Performance Hall
El Bass Performance Hall (también conocido como Bass Hall) es una sala de artes escénicas situada en Fort Worth, Texas, Estados Unidos.

## Descripción
La construcción de la sala fue sugerida por el pianista Van Cliburn a la filántropa Nancy Lee Bass y su esposo, Perry Richardson Bass. El edificio fue diseñado por David M. Schwarz de Architectural Services, Inc. y construido en caliza en 1998. Una cúpula de 24 metros de diámetro, pintada por Scott y Stuart Gentling, cubre el Founders Concert Theater. La fachada tiene dos ángeles de 15 metros de altura esculpidos por Márton Váró en caliza de Texas.
Tiene asientos para 2056 personas. Concebida como una instalación multiusos, puede albergar conciertos sinfónicos, ballet, ópera, teatro, musicales y conciertos de rock. Actualmente es la sede permanente de la Orquesta Sinfónica de Fort Worth, del Teatro de Ballet de Texas, de la Ópera de Fort Worth, del Concurso Internacional de Piano Van Cliburn y de los Conciertos Cliburn. Performing Arts Fort Worth, la entidad que gestiona la sala, también celebra aquí sus propias actuaciones, incluidas producciones de Broadway en gira nacional y una serie familiar.
En 2001, se inauguró el adyacente Maddox-Muse Center y, con él, el nuevo Van Cliburn Recital Hall y el McDavid Studio con 220 asientos (llamado antes de 2006 McNair Rehearsal Studio). También en el Maddox-Muse Center se encuentran oficinas de Performing Arts Fort Worth, la organización sin ánimo de lucro que supervisa la gestión de la sala, y de la Orquesta Sinfónica de Fort Worth.
La actuación de Lindsey Buckingham, guitarrista y vocalista de Fleetwood Mac, en la sala el 27 de enero de 2007 fue grabada para su álbum en directo Live at the Bass Performance Hall, que fue publicado un año más tarde, el 25 de marzo de 2008.